# Borregos Toluca
El equipo Borregos Salvajes Toluca, o simplemente Borregos Toluca, representó al campus de Toluca del Instituto Tecnológico y de Estudios Superiores de Monterrey (ITESM) en el fútbol universitario de 1995 a 2021. Los Borregos Toluca compitieron por última vez en la Conferencia Jacinto Licea, la primera división de la ONEFA.
Borregos Toluca ha ganado un Campeonato Nacional en 2017 y dos títulos de Conferencia Premier (2017 y 2018).
El equipo jugó en el Estadio La Congeladora, el único estadio universitario en México con césped azul. 

## Estadio La Congeladora

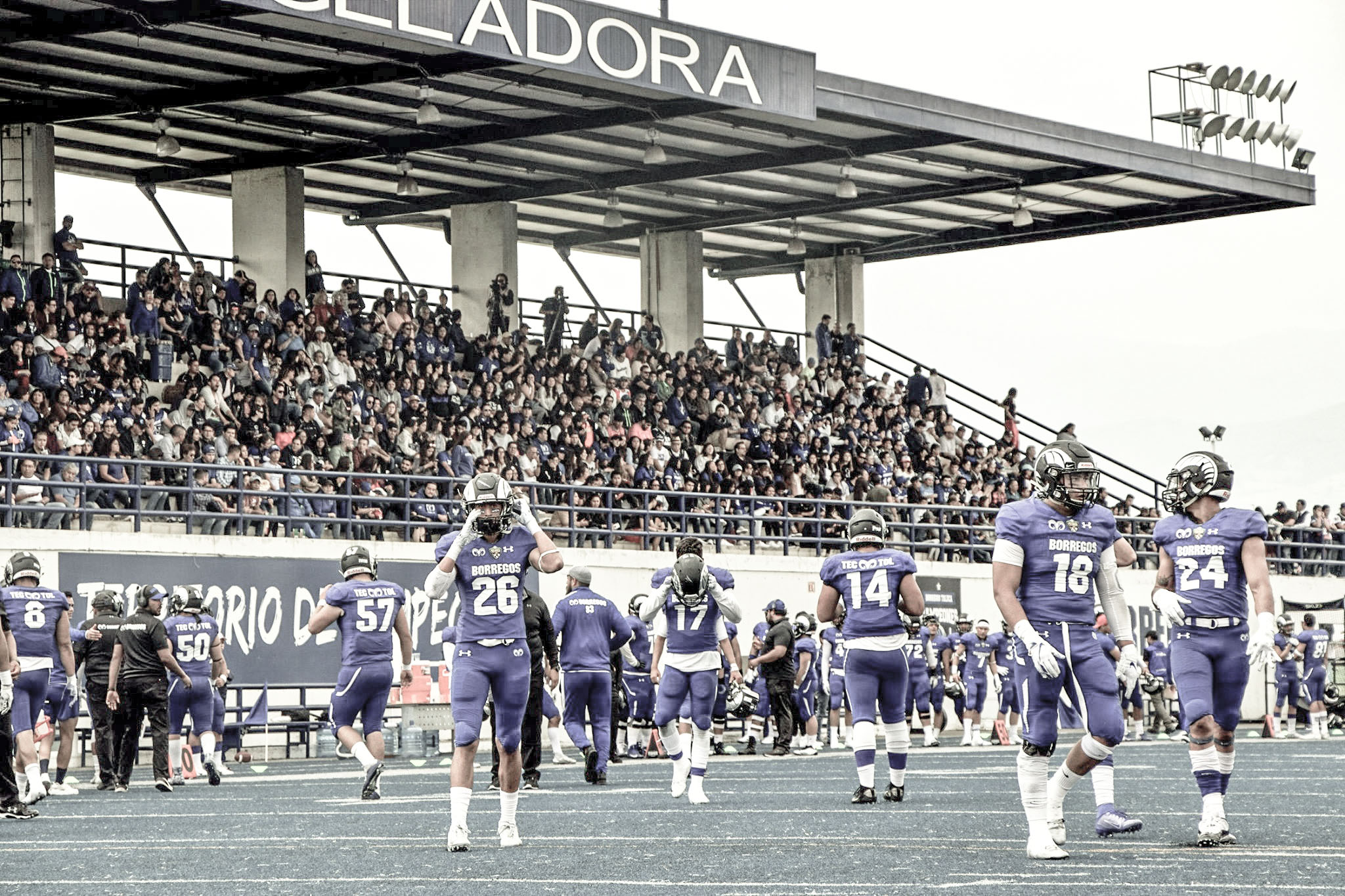
Estadio La Congeladora

Conocido simplemente como La Congeladora, es un estadio de fútbol americano con capacidad para 5,000 personas ubicado en Toluca, México, dentro de las instalaciones del Tecnológico de Monterrey Campus Toluca. El estadio, construido en 2001, es la casa de los representativos de fútbol y fútbol americano de los Borregos Toluca.
En abril de 2014 el estadio fue remodelado, remplazando la superficie de césped sintético del campo, originalmente color verde, por pasto color azul, representativo de la institución, convirtiéndose en el primer y único estadio de fútbol americano en México tener césped artificial de color.
En 2017, La Congeladora fue sede del Tazón de Campeones 2017 entre los campeones de la ONEFA, Pumas CU y Borregos Toluca, monarcas de la CONADEIP.

## Historia

### ONEFA
El programa de fútbol americano del Tecnológico de Monterrey, Campus Toluca inició en 1990 con una categoría de juvenil.

#### Conferencia Nacional (1995-1997)
En 1995 el equipo participó por primera vez en Liga Mayor bajo el mando del entrenador Santiago Caballero, con un grupo de jugadores en su mayoría novatos, Borregos Toluca participó en la Conferencia Nacional de la Organización Nacional Estudiantil de Fútbol Americano (ONEFA), donde se obtuvo un récord de un juego ganado y siete perdidos.
Para 1996, el equipo mejoró su récord a tres ganados y cinco perdidos.
En 1997 bajo el mando del Entrenador Rafael Garnica Verges, Borregos Salvajes Campus Toluca culminó la temporada con un récord de siete ganados y una derrota; para llegar así hasta la final contra los Guerreros Aztecas de la UNAM, encuentro que se ganó con un marcador de 35-22, donde se logró el ascenso a la Conferencia de los 10 Grandes. Con esto, Borregos Toluca se convirtió en el primer equipo perteneciente a la ciudad de Toluca, en formar parte de la conferencia principal del fútbol americano universitario en México.

#### Conferencia de los 10 Grandes (1998-2008)
En 1998, Toluca debutó en los 10 Grandes contra Centinelas de Guardias Presidenciales al blanquearlos 21-0, hecho que no se había dado en los últimos 10 años en la historia del equipo del Colegio Militar. Para 2000 se integró como Entrenador Diego García Miravete y mejoró la marca en cinco ganados y cuatro perdidos logrando la primera marca ganadora en la categoría para Borregos Toluca. El 2001 marcó el primer año en el equipo llegó a la postemporada, después de un récord de cinco ganados y cuatro perdidos; fue derrotado en el juego de semifinal con el que a la postre sería el campeón: los Borregos Salvajes del Campus Monterrey.
En 2002 nuevamente con una marca de cinco ganados y cuatro perdidos el equipo llegó a las semifinales, donde el marcador final de 48-22 en contra de los Borregos Salvajes del Campus Monterrey, dejaba a los Borregos Tec Toluca a un paso de la final.
2003 rompió la marca ganadora de 23 juegos ganados consecutivamente que poseía los Borregos Salvajes Campus Monterrey al ganar la fecha 2 46-20. La temporada que culminó con un récord de siete ganados y dos perdidos accediendo una vez más a la semifinal la cual perdió en tiempo extra. 2004 y 2005 fueron temporadas con marca ganadora en las cuales se llegó a semifinal. 2004 se perdió contra los Borregos Salvajes por un marcador de 16-14. El récord de la temporada 2004 fue de 7 ganados y 2 perdidos. En la temporada 2005 el récord terminó 5 ganados y 4 perdidos.
En 2006 el entrenador Adolfo Jamal del Castillo es presentado al frente del equipo, el mismo personal de entrenamiento fue renovado. El récord de la temporada terminó con seis ganados y tres perdidos, con este récord se alcanzaron los playoffs para caer en la instancia de semifinales ante el Campus Monterrey. Para 2007, a pesar de haber obtenido un récord de seis ganados y tres perdidos en la temporada, el equipo se vio limitado de no participar en los playoffs por situaciones extra-deportivas dando fin a la racha de acceder a playoffs. Después de dos años difíciles, el 2008 se cambió el Head Coach designando a Juan Carlos Maya Hernández. En 2008 el equipo terminó con un récord de 3 ganados y 7 perdidos.

### Torneo Borregos (2009)
En 2009, cuatro equipos del Tecnológico de Monterrey (Borregos CCM, Borregos CEM, Borregos Monterrey y Borregos Toluca) salen de ONEFA y crean el Torneo Borregos 2009.
Este año se jugaron dos partidos internacionales resultando en dos triunfos disputados en Estados Unidos. Borregos Toluca termina la temporada con un récord de 3 ganados y 3 perdidos dentro del Campeonato Universitario Borrego.

### Liga Premier CONADEIP(2010-2019)
En 2010 nace la Conferencia premier en la Liga CONADEIP, y Borregos Tec Toluca es fundador de la misma. El equipo terminó la temporada con récord de 4 ganados y 4 perdidos y calificados a postemporada, en cuartos de final derrotan en su casa a los Borregos del Campus Puebla, caen en semifinal contra Borregos Salvajes Campus Monterrey. 2011 marca la segunda temporada de la Conferencia Premier ahora con nuevos equipos incluidos, algunos del Noroeste como los Osos del CETyS Tijuana y algunos campus de la UABC, este año Borregos Salvajes Campus Toluca termina la temporada con récord de 4-6 en ganados y perdidos lo que los elimina de la postemporada. En 2012 toma el cargo del equipo el Entrenador Horacio García Aponte.
En la temporada 2017 logran el Campeonato de la Conferencia Premier de la CONADEIP luego de vencer a los Aztecas UDLA como visitantes con un marcador de 31-28.
Este mismo año, como parte de un acuerdo entre ONEFA y CONADEIP se juega por segundo año consecutivo el Tazón de Campeones, en la congeladora, quedando como ganadores y campeones nacionales los Borregos salvajes campus Toluca.
(2019)
Para la temporada 2019 se da paso a la llegada de uno de los mejores jugadores que ha tenido el equipo, el ex NFL Europa, Gustavo Tella, quien se había desempeñado como Coordinador Ofensivo en los años del bicampeonato y ahora nombrado el séptimo Entrenador de los Borregos Toluca, convirtiéndose en el primer exjugador de Borregos Toluca en ser ahora el entrenador en jefe.
En su primera temporada al mando, logran acceder a etapa de semifinales en calidad de visita ante Borregos Campus Monterrey cayendo por marcador de 42-17.
ONEFA
(2020)
Para 2020, y con nuevas mesas directivas en ambas ligas, se llega a un acuerdo para que los equipos que participan en la CONADEIP, se integren al circuito de la ONEFA.
A raíz del brote del Covid-19, la temporada ONEFA 2020 quedó cancelada.
(2021)
En 2021 se reactiva el fútbol americano nacional. Borregos Toluca participa en la Conferencia de los 14 Grandes en el grupo Verde donde participaron los equipos Potros Salvajes UAEM, Auténticos Tigres de la UANL, Tec Campus Guadalajara, Pumas de la UNAM y los Burros Blancos del IPN.  
|                 | W     | L     |                    |                      |
|                 | 3     | 2     |                    |                      |
| EQUIPO          | SCORE | SCORE | EQUIPO             | ESTADIO              |
| BORREGOS TOLUCA | 50    | 13    | POTROS SALVAJES    | LA CONGELADORA       |
| BORREGOS TOLUCA | 13    | 35    | AUTENTICOS TIGRES  | GASPAR MASS          |
| BORREGOS TOLUCA | 28    | 14    | TEC GUADALAJARA    | LA CONGELADORA       |
| BORREGOS TOLUCA | 23    | 37    | PUMAS CU           | CIUDAD UNIVERSITARIA |
| BORREGOS TOLUCA | 34    | 33    | BURROS BLANCOS IPN | LA CONGELADORA       |
|                 | 148   | 132   |                    |                      |

En la temporada 2021 los Borregos Toluca logran ofensivamente 1417 yardas por aire y 612 yardas por tierra para dar un total de 2029 yardas. Estas estadísticas colocan al equipo como "La Mejor Ofensiva" del torneo en yardas promedio por partido. 
| BORREGOS TOLUCA | OFENSIVA  | OFENSIVA | OFENSIVA | OFENSIVA |
| BORREGOS TOLUCA | TIERRA    | AIRE     | TOTAL    | FUMBLE   |
| BORREGOS TOLUCA | 612       | 1417     | 2029     | 0        |
| BORREGOS TOLUCA |           | 1ST      | 2ND      |          |
| BORREGOS TOLUCA | DEFENSIVA |          |          |          |
| BORREGOS TOLUCA | TIERRA    | AIRE     | TOTAL    | FUMBLE   |
| BORREGOS TOLUCA | 800       | 707      | 1507     | 1        |

Standings Generales Temporada 2021 Conferencia 14 Grandes 
| GRUPO VERDE        | PUNTOS | JJ | W | L | PF  | PC  | DIF  |
| TIGRES UANL        | 8      | 5  | 5 | 0 | 159 | 61  | 98   |
| BORREGOS TOLUCA    | 6      | 5  | 3 | 2 | 148 | 132 | 16   |
| BURROS BLANCOS IPN | 6      | 5  | 3 | 2 | 151 | 91  | 60   |
| PUMAS CU           | 6      | 5  | 3 | 2 | 119 | 89  | 30   |
| BORREGOS GDL       | 2      | 5  | 1 | 4 | 84  | 128 | -44  |
| POTROS UAEM        | 0      | 5  | 0 | 5 | 30  | 190 | -160 |
|                    |        |    |   |   |     |     |      |
| GRUPO ROJO         | PUNTOS | JJ | W | L | PF  | PC  | DIF  |
| BORREGOS MONTERREY | 12     | 6  | 6 | 0 | 181 | 43  | 138  |
| PUMAS ACATLAN      | 10     | 6  | 5 | 1 | 120 | 101 | 19   |
| AGUILAS BLANCAS    | 6      | 6  | 3 | 3 | 125 | 92  | 33   |
| BORREGOS CEM       | 6      | 6  | 3 | 3 | 94  | 117 | -23  |
| LEONES UAM         | 4      | 6  | 2 | 4 | 80  | 136 | -56  |
| BORREGOS PUE       | 4      | 6  | 2 | 4 | 85  | 95  | -10  |
| LINCES UVM         | 0      | 6  | 0 | 6 | 65  | 166 | -101 |

Ranking Nacional 14 Grandes
| #  | RANKING NACIONAL   | PUNTOS | W | L |
| 1  | BORREGOS MONTERREY | 12     | 6 | 0 |
| 2  | TIGRES UANL        | 8      | 5 | 0 |
| 3  | PUMAS ACATLAN      | 10     | 5 | 1 |
| 4  | PUMAS CU           | 6      | 3 | 2 |
| 5  | BORREGOS TOLUCA    | 6      | 3 | 2 |
| 6  | BURROS BLANCOS IPN | 6      | 3 | 2 |
| 7  | AGUILAS BLANCAS    | 6      | 3 | 3 |
| 8  | BORREGOS CEM       | 6      | 3 | 3 |
| 9  | LEONES UAM         | 4      | 2 | 4 |
| 10 | BORREGOS PUE       | 4      | 2 | 4 |
| 11 | BORREGOS GDL       | 2      | 1 | 4 |
| 12 | POTROS UAEM        | 0      | 0 | 5 |
| 13 | LINCES UVM         | 0      | 0 | 6 |

Ranking Nacional ONEFA
| #  | RANKING NACIONAL   | . | #  | RANKING NACIONAL    |
| 1  | BORREGOS MONTERREY |   | 15 | AGUILAS UACH        |
| 2  | TIGRES UANL        |   | 16 | INDIOS UACJ         |
| 3  | PUMAS ACATLAN      |   | 17 | BORREGOS QRO        |
| 4  | PUMAS CU           |   | 18 | TECOS UAG           |
| 5  | BORREGOS TOLUCA    |   | 19 | LEONES UAMCNC       |
| 6  | BURROS BLANCOS IPN |   | 20 | BUHOS IPN           |
| 7  | LOBOS UAC          |   | 21 | LEONES QRO          |
| 8  | AGUILAS BLANCAS    |   | 22 | CORRECAMINOS UAT    |
| 9  | BORREGOS CEM       |   | 23 | RED WOLVES ARKANSAS |
| 10 | LEONES UAM         |   | 24 | CIMARRONES UABC     |
| 11 | BORREGOS PUE       |   | 25 | LOBOS ULM           |
| 12 | BORREGOS GDL       |   | 26 | PANTERAS XXI        |
| 13 | POTROS UAEM        |   | 27 | TOROS UACH          |
| 14 | LINCES UVM         |   |    |                     |

(2022)
Los Borregos Toluca, campeones de la Conferencia Premier de Conadeip en 2017 y 2018, así como Campeones Nacionales de la Liga Mayor en 2017, ya no forman parte del fútbol americano universitario en México desde 2022.  
El 2 de febrero de 2022, las autoridades del ITESM Campus Toluca anunciaron que el programa de fútbol americano de la escuela para la Liga Mayor se disolvería.
A través de un correo electrónico enviado a jugadores y exjugadores del equipo, se comunicó que “después de un amplio proceso de análisis”, el fútbol americano de Liga Mayor dejará de formar parte de la oferta deportiva en la institución, manteniendo al equipo de la categoría Juvenil.

## Campeonatos

### Campeonatos nacionales
| Año                             | Entrenador                      | Récord                          | Partido                         | Resultado         |   |
| ------------------------------- | ------------------------------- | ------------------------------- | ------------------------------- | ----------------- | - |
| 2017                            | Horacio García Aponte           | 9–2                             | Tazón de Campeones              | Toluca 16 UNAM 15 |   |
| Campeonatos nacionales totales: | Campeonatos nacionales totales: | Campeonatos nacionales totales: | Campeonatos nacionales totales: | 1                 | 1 |

### Campeonatos de conferencia
| Año                                 | Conferencia                         | Entrenador                          | Récord                              | Final de conferencia                |   |
| ----------------------------------- | ----------------------------------- | ----------------------------------- | ----------------------------------- | ----------------------------------- | - |
| 1997                                | Conferencia Nacional                | Rafael Garnica Verges               | 7–1                                 | Toluca 35 Guerreros Aztecas UNAM 22 |   |
| 2017                                | Conferencia Premier                 | Horacio García Aponte               | 8–2                                 | Toluca 31 UDLA 28                   |   |
| 2018                                | Conferencia Premier                 | Horacio García Aponte               | 6–4                                 | Toluca 28 Monterrey 21              |   |
| Campeonatos de conferencia totales: | Campeonatos de conferencia totales: | Campeonatos de conferencia totales: | Campeonatos de conferencia totales: | 3                                   | 3 |

## Temporadas
| Campeonato Nacional | Campeonato de Conferencia | Campeonato de Grupo |

| Temporada | Entrenador                | Conferencia      | Pos. Gpo./Div. | Ganados | Perdidos                                                                       | Postemporada | Capitán                    |
| --------- | ------------------------- | ---------------- | -------------- | ------- | ------------------------------------------------------------------------------ | --- | -------------------------- |
| 1995      | Santiago Caballero        | Nacional         | 7°             | 2       | 5                                                                              | — | Gustavo Cárdenas           |
| 1996      |                           | Nacional         | 5°             | 3       | 4                                                                              | — |                            |
| 1997      | Rafael Garnica Verges     | Nacional         | 1°             | 7       | 1                                                                              | Ganó final Conferencia Nacional ante Guerreros Aztecas UNAM 35–22                                               |                            |
| 1998      |                           | 10 Grandes       | 8°             | 2       | 7                                                                              | — | Mario Miranda              |
| 1999      |                           | 10 Grandes       | 7°             | 3       | 6                                                                              | — |                            |
| 2000      | Diego García Miravete     | 10 Grandes       | 7°             | 4       | 5                                                                              | — | Miguel Saldaña             |
| 2001      | Diego García Miravete     | 10 Grandes       | 4°             | 5       | 4                                                                              | Perdió en semifinales ante Borregos Monterrey                                                                   | Jorge Padilla              |
| 2002      | Diego García Miravete     | 10 Grandes       | 4°             | 5       | 4                                                                              | Perdió en semifinales ante Borregos Monterrey 22–48                                                             | Rodrigo Maciel             |
| 2003      | Diego García Miravete     | 10 Grandes       | 3°             | 7       | 2                                                                              | Perdió en semifinales ante Borregos CEM 31–37                                                                   | Salvador Cruz              |
| 2004      | Diego García Miravete     | 10 Grandes       | 4°             | 3°      | 2                                                                              | Perdió en semifinales ante Borregos Monterrey 14–16                                                             | Gilberto Marin             |
| 2005      | Diego García Miravete     | 12 Grandes1      | 4°             | 5       | 4                                                                              | Perdió en semifinales ante Borregos Monterrey 8–31                                                              | Jonatan Hurtado            |
| 2006      | Adolfo Jamal del Castillo | 12 Grandes1      | 3°             | 6       | 3                                                                              | César Aguilera                                                                                                  | César Aguilera             |
| 20072     | Adolfo Jamal del Castillo | 12 Grandes1      | 2°             | 6       | 3                                                                              | 5to Año | 5to Año                    |
| 2008      | Juan Carlos Maya          | 6 Grandes3       | 5°             | 3       | 7                                                                              | Iván Orozco | Iván Orozco                |
| 2009      | Juan Carlos Maya          | Torneo Borregos  | 3°             | 3       | 3                                                                              | Adrián Fausto                                                                                                   | Adrián Fausto              |
| 2010      | Juan Carlos Maya          | Premier CONADEIP | 4°             | 3       | 3                                                                              | Carlo Manica / José Juárez                                                                                      | Carlo Manica / José Juárez |
| 2011      | Juan Carlos Maya          | Premier CONADEIP | 4.º            | 4       | 6                                                                              | — | Carlo Manica / José Juárez |
|           |                           | Premier CONADEIP |                |         |                                                                                | Braulio Huerta                                                                                                  | Braulio Huerta             |
| 2012      | Horacio García Aponte     | Premier CONADEIP | 4°             | 8       | 2                                                                              | Alberto Ortiz                                                                                                   | Alberto Ortiz              |
| 2013      | Horacio García Aponte     | Premier CONADEIP | 4°             | 4       | 5                                                                              | Víctor Tejeda                                                                                                   | Víctor Tejeda              |
| 2014      | Horacio García Aponte     | Premier CONADEIP | 2°             | 6       | 2                                                                              | Perdió la final de la Conferencia Premier ante Aztecas UDLA 14–17                                               | Abraham Diaz               |
| 2015      | Horacio García Aponte     | Premier CONADEIP | 5°             | 5       | 4                                                                              | Ganó el Tazón Independencia-Libertad ante Borregos Guadalajara 52–13                                            | Rodrigo Vázquez            |
| 2016      | Horacio García Aponte     | Premier CONADEIP | 3°             | 7       | 3                                                                              | Perdió en semifinales ante Borregos Monterrey 0–17                                                              | Eduardo Juárez             |
| 2017      | Horacio García Aponte     | Premier CONADEIP | 1°             | 9       | 2                                                                              | Ganó la final de la Conferencia Premier ante Aztecas UDLAP 28–31 Ganó el Tazón de Campeones ante Pumas CU 16–15 | Mario Salas                |
| 2018      | Horacio García Aponte     | 1°               | 6              | 4       | Ganó la final de la Conferencia Premier ante Borregos Salvajes Monterrey 28–21 | |                            |
| 2019      | Gustavo Tella Topete      | Premier CONADEIP | 4°             | 4       | 5                                                                              | Perdió en semifinales ante Borregos Monterrey 42-15                                                             |                            |
| 2020      | Gustavo Tella Topete      | ONEFA            | -              | -       | -                                                                              | Temporada Cancelada Covid-19                                                                                    |                            |
| 2021      | Gustavo Tella Topete      | ONEFA            | 4°             | 3       | 2                                                                              | Temporada de Re Activación ONEFA / No se juegan Playoffs                                                        |                            |

- Para la temporada 2006, ONEFA aumentó el número de equipos en la conferencia principal de 10 a 12, pasándose a llamar Conferencia de los 12 Grandes.[3]
- En 2007, pese a tener récord ganador, Toluca debía cumplir con una sanción que los marginaba de los playoffs debido a la alineación de un jugador inelegible.[4]
- Para la temporada 2008 seis equipos abandonaron la Conferencia de los 12 Grandes, los equipos restantes siguieron en la conferencia, ahora llamada Conferencia de los 6 Grandes.
- Para 2020, y con nuevas mesas directivas en ambas ligas, se llega a un acuerdo para que los equipos que participan en la CONADEIP, se integren al circuito de la ONEFA

### Himno Borregos Toluca
Para ganar el juego de la vida
hay que jugar a ser el vencedor
y solo así podrás cruzar la línea
que te separa del perdedor.

Somos razón convertida en estrategia,
somos la fuerza que se impone con honor;
sal a vencer, entrega el alma entera 
y demuestra quién es mejor...

Alé, Borregos Alé
el juego no terminará,
cien mil batallas vendrán
y tu seguirás en pie.

Alé, Borregos Alé
el tiempo no se detendrá,
la gloria tu alcanzarás
por el Tec de Monterrey.

Por el amor que le tienes a tu escuela
el albiazul que despierta tu pasión
podrás salir airoso de la contienda
y con el triunfo en el corazón.

Alé, Borregos Alé
el juego no terminará,
cien mil batallas vendrán
y tu seguirás en pie.

Alé, Borregos Alé
el tiempo no se detendrá,
la gloria tu alcanzarás
¡por el Tec de Monterrey, TOLUCA !!